# Phaeohelotium flexuosum
Phaeohelotium flexuosum är en svampart som först beskrevs av Crossl., och fick sitt nu gällande namn av Dennis 1971. Phaeohelotium flexuosum ingår i släktet Phaeohelotium och familjen Helotiaceae.   Inga underarter finns listade i Catalogue of Life.